# Calea ferată Oravița–Baziaș
Calea ferată Oravița-Iam-Baziaș este cea mai veche cale ferată de pe teritoriul României, dată în funcțiune la 20 august 1854, în scopul transportului de cărbune de la Anina spre Dunăre, prin Oravița.

## Traseul inițial
Gara Oravița – Răcășdia – Vrăniuț – Berliște – Milcoveni – Iam – Straja – Iasenova – Biserica Roșie – Biserica Albă – Vracevgai – Socol – Baziaș.

## Istoric
Valea ferată a fost exploatată de Societatea Cezaro-Crăiască Privilegiată a Căilor Ferate Austriece, respectiv, după 1867, de Societatea Privilegiată a Căilor Ferate de Stat Austro-Ungare (privilegierte Österreichisch-ungarische Staatseisenbahn-Gesellschaft prescurtat St.E.G.) de la acea vreme, transportul de pasageri fiind organizat începând din 1856.
În prezent nu mai este exploatată de niciun operator, calea ferată fiind închisă.

## Secțiunea Oravița–Iam
Inițial calea ferată mergea până la Baziaș. Porțiunea Iam - Baziaș a fost în cea mai mare parte dezafectată. Pe acest sector calea ferată avea traseul pe teritoriul actual al Republicii Serbia, fostă Iugoslavia.
Această porțiune face parte din situl „Calea ferată Baziaș-Oravița-Anina”, fiind clasată ca monument istoric (cod LMI CS-II-a-A-10949.01).